# Ignacio Martín Goenaga
Ignacio Martín Goenaga (San Sebastián, 15 de octubre de 1983) es exjugador de rugby español. Actualmente trabaja como director en el  Huesitos La Vila.

## Biografía

### Formación académica y deportiva
Ignacio Amadeo Martín Goenaga, más conocido por Ignacio Martín (Yggy Martín), estudió unos años en Inglaterra, donde estuvo de los 10 a los 12 años, y allí adquirió afición por el rugby gracias a la influencia del gran Mr.Hollins. Ya en España, se incorporó a las filas del Irún Rugby Taldea en la categoría de infantil. Allí pronto destacó, lo que le llevó a la selección de Euskadi con la que ha conseguido varios campeonatos de España desde entonces. Jugó en Irún hasta los 17 años, cuando pasó a formar parte del Atlético San Sebastián. Sus actuaciones en este equipo hicieron que el Biarritz Olympique francés se fijará en él.
Jugó en Biarritz durante 2 años, de los 19 a los 21, compaginando sus partidos en Francia con sus estudios de arquitectura en la Universidad de Navarra. Es arquitecto superior y máster en EE.RR.
Debido a su condición de universitario, en el verano de 2004 se trasladó a Pekín (China) para participar en el I Campeonato del Mundo Universitario de Rugby en la modalidad de rugby VII, donde España finalizó en cuarta posición. Asimismo, el verano de 2008 participó en el mismo campeonato que se disputó en la ciudad española de Córdoba obteniendo el subcampeonato junto al resto de compañeros de la selección española universitaria de rugby VII.

### Carrera profesional
Entre 2006 y 2008 jugó en las filas del conjunto vasco del Bera Bera, club que abandona a finales del verano de 2008 para probar fortuna en el extranjero. Concretamente, se incorpora en la temporada 2008-2009 a las filas del Plus Valore Gran Parma que milita en la Super 10 italiana (la primera división de rugby del país transalpino). Tras un buen año, Ignacio decide dar un salto de calidad uniéndose al mejor equipo de la ciudad: el Rugby Parma FC 1931. 
En 2011, Ignacio se marchó a Fiyi para perfeccionar sus cualidades como jugador de rugby en su modalidad de siete jugadores. Jugaba habitualmente de ala y destacó por su velocidad y habilidad. 
Está casado con la atleta olímpica española Juliet Itoya.

### Clubes
| Temporada(s) | Club                        | Partidos | Titular | Puntos |
| ------------ | --------------------------- | -------- | ------- | ------ |
| 1995-2000    | Irún Rugby Taldea           |          |         |        |
| 2000-2002    | Club Atlético San Sebastián |          |         |        |
| 2002-2004    | Biarritz Olympique          |          |         |        |
| 2004-2008    | Bera Bera Rugby Taldea      |          |         |        |
| 2008-2009    | Gran Rugby Parma            | 12       | 10      | 10     |
| 2009         | Basque Korsarioak           |          |         |        |
| 2009-2010    | Rugby Parma FC 1931         |          |         |        |
| 2010-2012    | Uprising Rugby Fiji         |          |         |        |

### Selecciones
Debuta con la selección española en 2000 con 17 años de edad, en un partido de la FIRA-AER European Nations Cup Division 1 (más conocido como Seis Naciones B), frente a Georgia el 4 de marzo, con victoria para España. 
Debutó con la selección absoluta de rugby el 14 de febrero de 2004 contra Rusia, en la ciudad de Krasnodar con derrota por 36-6. Desde entonces ha sido un habitual en las convocatorias de la selección. Desde ese momento se ha convertido en un fijo en la selección española llegando a jugar 32 partidos.
Miembro de la selección española de Rugby 7, con la que ganó la copa de bronce en el Seven de Australia, en 2012.
Fue el autor del ensayo que clasificó por primera vez a la selección española de Rugby 7 para unos Juegos Olímpicos (Río, 2016). Es capitán de la selección española de Rugby 7. Ha sido 32 veces internacional de Rugby a 15, olímpico y más de doscientas veces internacional Rugby a 7.